# Штуровцы

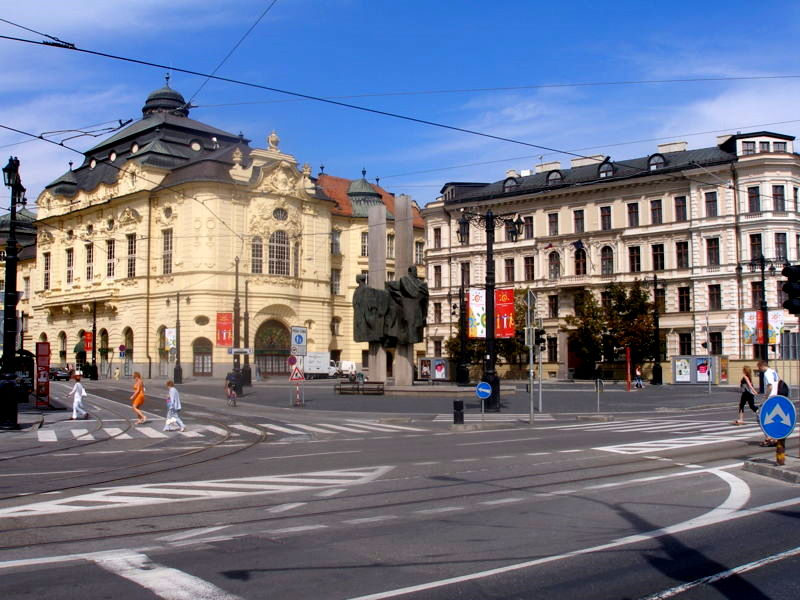
Площадь Людовита Штура и памятник ему в Братиславе.

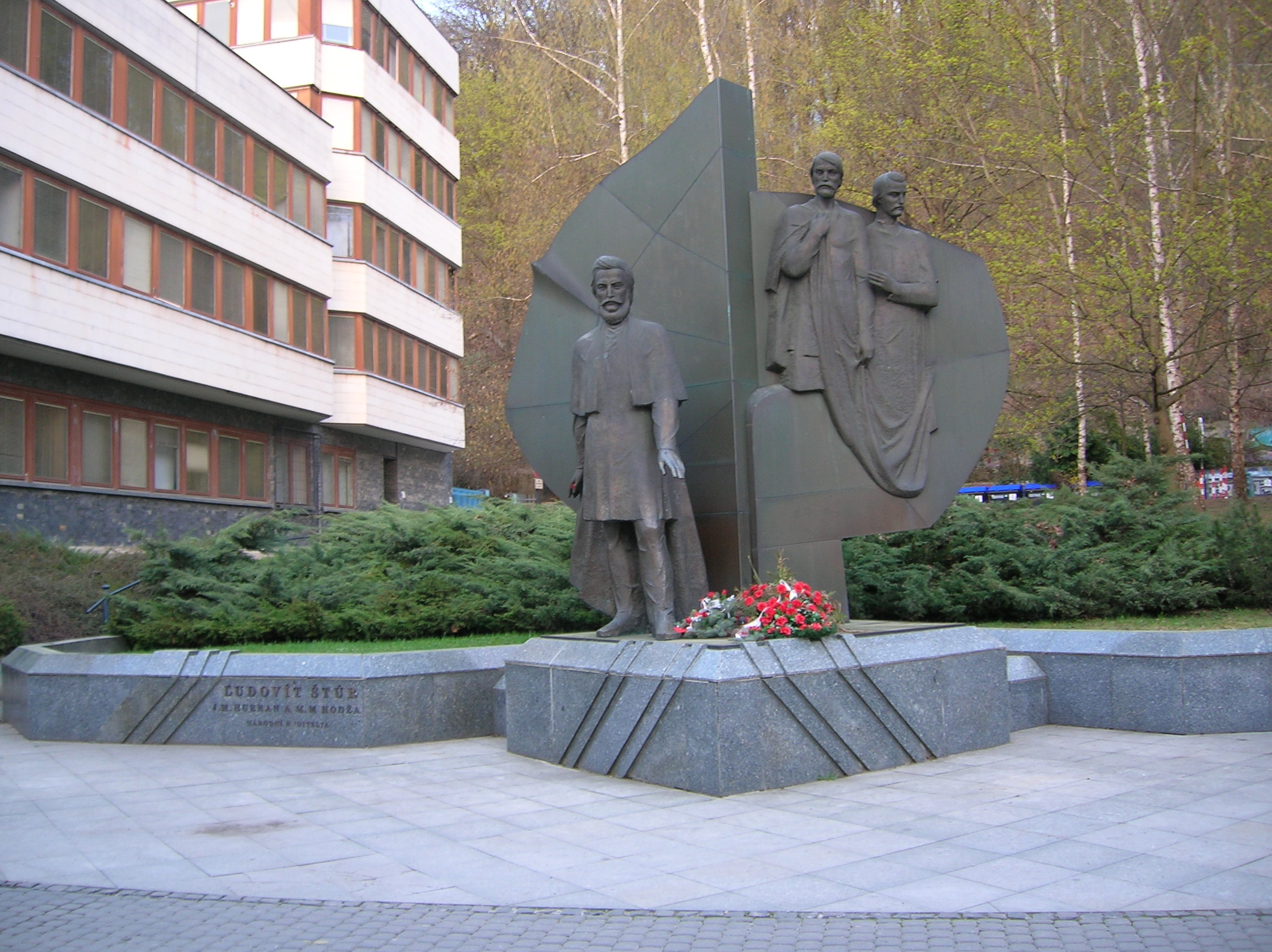
Памятник Штуру в Тренчине.

Штуровцы (словац. Štúrovci) — группа выдающихся представителей словацкой культуры, главное направление в словацком национальном движении середины XIX века. Название сообщества происходит от фамилии идеолога словацкого национального возрождения Людовита Штура.
Штуровцы образовались в 1830-х из студентов Братиславского лицея, которые объединились ради создания «Чехословацкого сообщества». В духе модерновых европейских политических идей штуровцы отметали политическую систему Священного союза из-за присущих ему черт феодализма, абсолютизма, мадьяризации и привилегий аристократии.
Они одобряли принцип конституционализма, парламентаризма и идею суверенитета словацкого народа. Штуровцы также контактировали с другими радикально настроенными студенческими сообществами других славянских городов. Уделяли особое внимание народной устной традиции и жизни непривилегированных слоев населения, к которым они адресовали свою литературную и общественную деятельность.

## Основные представители
- Людовит Штур
- Ян Калинчак
- Само Халупка
- Андрей Сладкович
- Янко Краль
- Ян Ботто
- Янко Матушка
- Михал Годжа
- Йозеф Милослав Гурбан
- Аугуст Горислав Шкултеты[англ.]
- Самуил Томашик
- Вильям Паулины-Тотг[словац.]
- Ян Францисци